# Hannes Bonami
Hannes Bonami (Tielt, 6 oktober 1986) is een Belgisch triatleet.

## Levensloop
Bonami werd in 2008 Belgisch kampioen triatlon voor studenten. Sinds 2011 maakt hij deel uit van het Leie triatlon Team uit Deinze. In 2013 werd hij 44e in zijn leeftijdsgroep op het WK Ironman 70.3 in Las Vegas. 
In 2015 werd hij 24e op de Ironman in Maastricht en kwalificeerde zich zo voor het Wereldkampioenschap Ironman Hawaï. Hij werd daar 331e met 4163 punten in een tijd van 10u03'21". In 2016 haalde hij een 27e plaats bij de Profs op de Ironman 70.3 in Zweden. In 2017 nam hij deel aan de Ironman van Bolton (VK) en werd hij 23e overall (4e in zijn leeftijdscategorie). Met deze prestatie kwalificeerde hij zich voor de tweede maal voor het WK Ironman in Hawaï.
In 2019 kwalificeerde Bonami zich op de Ironman Noorwegen voor de derde maal voor het WK Ironman Hawaï. In 2022 nam Bonami deel aan de Ironman van Finland te Kuopi-Tahko waar hij derde in de 'age group only' werd. Hij kwalificeerde zich voor de vierde keer voor de Ironman in Hawaï.